# Dark Fades into the Light
Albums de Sandrine
Trigger
(2004)
Dark Fades Into The Light est le deuxième album de la chanteuse australienne Sandrine. Il est composé de ballades pop et de chansons d'amour qui mêlent pop classique des années 1960 et néo-soul contemporaine.

## Liste des titres
1. Let the Love
2. Love and Pain
3. Immortal
4. Inertia
5. Red Shoes
6. Don't Forget About Me
7. Prove Me Wrong
8. Save Your Kisses
9. Where Do We Go
10. It's OK
11. Eleven
12. Deep Freeze
13. Julietta
14. Sea of Love
15. Late Night Insomnia